# トゥインクル・デイズ
「トゥインクル・デイズ」は、𝒉𝒂𝒓𝕞𝕠𝕖の7枚目のシングル。2025年1月8日にポニーキャニオンから発売された。

## 概要
本作のコンセプトは「ピーター・パンとウェンディ」。表題曲の作詞はボンジュール鈴木、作曲・編曲は岸田勇気で、harmoeらしいファンタジックなサウンドはそのままに、アニソンらしい疾走感もあふれ、キュートに沸ける楽曲になっている。カップリング曲は作詞を辻純更、作曲・編曲を石濱翔（MONACA）が担当する「金色イニシエィション」と作詞を児玉雨子、作曲・編曲をTomgggが担当する「Pixy Pixy」が収録されている。
表題曲「トゥインクル・デイズ」は、テレビアニメ『いずれ最強の錬金術師?』のエンディングテーマとして起用され、小泉はマーニ役で同作に出演した。
通常盤・初回限定盤・きゃにめ盤の3形態でリリースされ、初回限定盤には特典Blu-rayとフルカラーブックレット、きゃにめ盤には特典Blu-rayとフルカラーブックレットに加えて、AR動画付きアクリルスタンドがそれぞれ付属されている。
特典Blu-rayは初回限定盤ときゃにめ盤共通で、「トゥインクル・デイズ」のミュージックビデオとメイキング映像、2024年3月10日に開催された「harmoe canvas session VI」のライブ映像が収録されている。

## 収録内容
| #         | タイトル                               | 作詞             | 作曲・編曲       | 時間  |
| --------- | -------------------------------------- | ---------------- | ---------------- | ----- |
| 1.        | 「トゥインクル・デイズ」               | ボンジュール鈴木 | 岸田勇気         | 3:52  |
| 2.        | 「金色イニシエィション」               | 辻純更           | 石濱翔（MONACA） | 3:22  |
| 3.        | 「Pixy Pixy」                          | 児玉雨子         | Tomggg           | 3:19  |
| 4.        | 「トゥインクル・デイズ」(Instrumental) |                  |                  | 3:52  |
| 5.        | 「金色イニシエィション」(Instrumental) |                  |                  | 3:22  |
| 6.        | 「Pixy Pixy」(Instrumental)            |                  |                  | 3:19  |
| 合計時間: | 合計時間:                              | 合計時間:        | 合計時間:        | 21:06 |

| #  | タイトル                                                               | 作詞 | 作曲・編曲 |
| -- | ---------------------------------------------------------------------- | ---- | ---------- |
| 1. | 「トゥインクル・デイズ」(Music Video)                                  |      |            |
| 2. | 「トゥインクル・デイズ」(Making)                                       |      |            |
| 3. | 「カラフル×ジョイフル」(「harmoe canvas session VI」ライブ映像)        |      |            |
| 4. | 「CUTE♡CUTE♡CUTE♡」(「harmoe canvas session VI」ライブ映像)            |      |            |
| 5. | 「深夜センチメンタル」(「harmoe canvas session VI」ライブ映像)         |      |            |
| 6. | 「Honey Drop」(「harmoe canvas session VI」ライブ映像)                 |      |            |
| 7. | 「ふわふわpartyつられてhappy」(「harmoe canvas session VI」ライブ映像) |      |            |
| 8. | 「HyperLoveSong」(「harmoe canvas session VI」ライブ映像)              |      |            |